# Президентские выборы в Южной Осетии (2022)
Очередные выборы президента Республики Южная Осетия состоялись 10 апреля 2022 года. Так как ни один кандидат не набрал абсолютного большинства голосов, 8 мая 2022 года состоялся второй тур между двумя претендентами, набравшими наибольшее число голосов.

## История
25 февраля 2022 года президент Бибилов уволил министра обороны РЮО и кандидата в президенты Ибрагима Гассеева, спустя менее чем через две недели Гассеев вступил в «коалицию оппозиционных кандидатов в президенты».
3 марта 2022 года четверо оппозиционных кандидатов в президенты РЮО призвали остальных кандидатов подписаться под предложением о создании независимой общественной площадки «Честные выборы. Осетия 2022», в тот же день появились сообщения о том, что президент Бибилов не поддержал данную инициативу.
17 марта 2022 года президент Бибилов предложил зарегистрированным кандидатам в президенты подписать соглашение «За честные выборы».
30 марта 2022 года стало известно, что после выборов планируется провести референдум о присоединении Южной Осетии к России, с последующим объединением с Республикой Северной Осетией — Аланией.
23 апреля 2022 года, за пять дней до второго тура президентских выборов Верховный суд Южной Осетии отменил решение Центральной избирательной комиссии республики о назначении второго тура на 28 апреля. 25 апреля была объявлена новая дата голосования — 8 мая, следующее воскресенье после 24 апреля и 1 мая, выпавших на праздничные дни.

## Ключевые даты
- 21 января 2022 — назначение выборов президента парламентом[12] и начало предвыборной кампании[13]
- до 20 февраля 2022 — срок выдвижения кандидатов в президенты[12]
- 9 апреля 2022 — «день тишины»[14]
- 10 апреля 2022 — день голосования[15]
- 8 мая 2022 — второй тур голосования[11]

## Кандидаты

### Зарегистрированные
| Кандидаты        | Партия          | Место работы                                                                                                 | Подача заявки  | Регистрация   |
| ---------------- | --------------- | --- | -------------- | ------------- |
| Анатолий Бибилов | Единая Осетия   | Президент Южной Осетии (2017 — настоящее время)                                                              | 8 февраля 2022 | 16 марта 2022 |
| Алан Гаглоев     | Ныхас           | Лидер Ныхас (2020 — настоящее время)                                                                         | 7 февраля 2022 | 16 марта 2022 |
| Гарри Мулдаров   | Беспартийный    | Член парламента (2019 — настоящее время)                                                                     | 7 февраля 2022 | 16 марта 2022 |
| Александр Плиев  | Народная партия | Лидер Народной партии (2014 — настоящее время); Заместитель председателя парламента (2019 — настоящее время) | 5 февраля 2022 | 16 марта 2022 |
| Дмитрий Тасоев   | Беспартийный    | Член парламента (2019 — настоящее время)                                                                     | 9 февраля 2022 | 16 марта 2022 |

### Не зарегистрированные
1. Рустам Дзагоев — предприниматель.
2. Ибрагим Гассеев — министр обороны (2016—2022).
3. Гено Каджаев — художник.
4. Зелем Казиев — бывший сотрудник милиции.
5. Владимир Келехсаев — лидер партии «Единство народа».
6. Эдуард Кокойты — бывший президент Южной Осетии (2001—2011)[21].
7. Алан Козонов — врач.
8. Аслан Кутаров — бывший директор Мегафон Южная Осетия.
9. Алымбег Плиев — бывший депутат парламента.
10. Владимир Пухаев — бывший чиновник Минобороны.
11. Давид Санакоев — депутат парламента.
12. Таймураз Тадтаев — преподаватель Юго-Осетинского университета.
13. Альберт Валиев — предприниматель.

## Критика
В начале марта 2022 года пользователи в соцсетях начали распространять фотографию диктанта на знание государственных языков, якобы написанного действующим президентом РЮО Бибиловым в 2017 году, добавляя, что количество ошибок не помешало Бибилову стать президентом республики.
14 марта 2022 года лидер парламентской оппозиции Давид Санакоев сообщил об оказании давления действующим президентом РЮО Бибиловым на ЦИК в вопросе о допущении кандидатов.

## Результаты
По итогам первого тура три выбывших кандидата поддержали лидера оппозиции Гаглоева.
| Кандидат                           | Партия                             | Первый тур | Первый тур | Второй тур | Второй тур |
| Кандидат                           | Партия                             | Голоса     | %          | Голоса     | %          |
| ---------------------------------- | ---------------------------------- | ---------- | ---------- | ---------- | ---------- |
| Алан Гаглоев                       | Ныхас                              | 10,707     | 38.55      | 16 134     | 56.9       |
| Анатолий Бибилов                   | Единая Осетия                      | 9,706      | 34.95      | 11 767     | 40.9       |
| Александр Плиев                    | Народная партия                    | 3,434      | 12.37      |            |            |
| Гарри Мулдаров                     | Беспартийный                       | 2,592      | 9.33       |            |            |
| Дмитрий Тасоев                     | Беспартийный                       | 822        | 2.96       |            |            |
| Против всех                        | Против всех                        | 510        | 1.84       |            |            |
| Всего                              | Всего                              | 27,771     | 100.00     |            |            |
|                                    |                                    |            |            |            |            |
| Действительные голоса              | Действительные голоса              | 27,771     | 95.57      |            |            |
| Недействительные голоса            | Недействительные голоса            | 1,286      | 4.43       |            |            |
| Всего голосов                      | Всего голосов                      | 29,057     | 100.00     |            |            |
| Зарегистрированные избиратели/явка | Зарегистрированные избиратели/явка | 39,282     | 73.97      |            |            |
| Источник: CIKRUO, CIKRUO           |                                    |            |            |            |            |